# Norut
Norut (Northern Research Institute) är en forskningskoncern baserad i norra Norge. Den har sitt ursprung i forskningsstiftelsen FORUT, som grundades vid Universitetet i Tromsö 1984, som idag är koncernens majoritetsägare. 
Norrut arbetar med såväl grundforskning som tillämpad forskning samt kommersialisering, och är inriktad på nordliga förhållanden. Kunderna är myndigheter, förvaltningar och näringsliv i Norge och utlandet. Koncernen består av fem bolag:
- Norut Tromsø
- Norut Narvik
- Norut Alta - Áltá
- Norinnova Technology Transfer
- Barents Biocentre Lab